# مكتبة بايزيد الحكومية
مكتبة بايزيد الحكومية ( التركية: Beyazıt Devlet Kütüphanesi، المعروفة سابقًا باسم كتبخانه عمومى عثمانى، أي المكتبة العمومية العثمانية) هي مكتبة رقمية ومكتبة لحفظ الكتب في إسطنبول . وهي واحدة من أقدم المكتبات في تركيا، وهي أول مكتبة وطنية للمخطوطات العثمانية وواحدة من مكتبات الإيداع القانونية الست في البلاد.
تضم المكتبة دوريات عثمانية وصحفًا ومجلات وسجلات تاريخية أخرى. وتحتوي على مليون ونصف مادة منشورة  –  منها 900 ألف كتاب، و65 ألف بطاقة بريدية وخريطة، وملصقات سينمائية، و33 ألف مجلة متنوعة، وأكثر من 5 آلاف كتاب صوتي. وقد زارها ما يقرب من 140 ألف قارئ عام 2018، واستضافت أكثر من 67 ألف قارئ في الأشهر الستة الأولى من عام 2019.
وتبلغ مساحتها حوالي 3000 م² على الجانب الشرقي من ساحة بايزيد.

## تاريخ

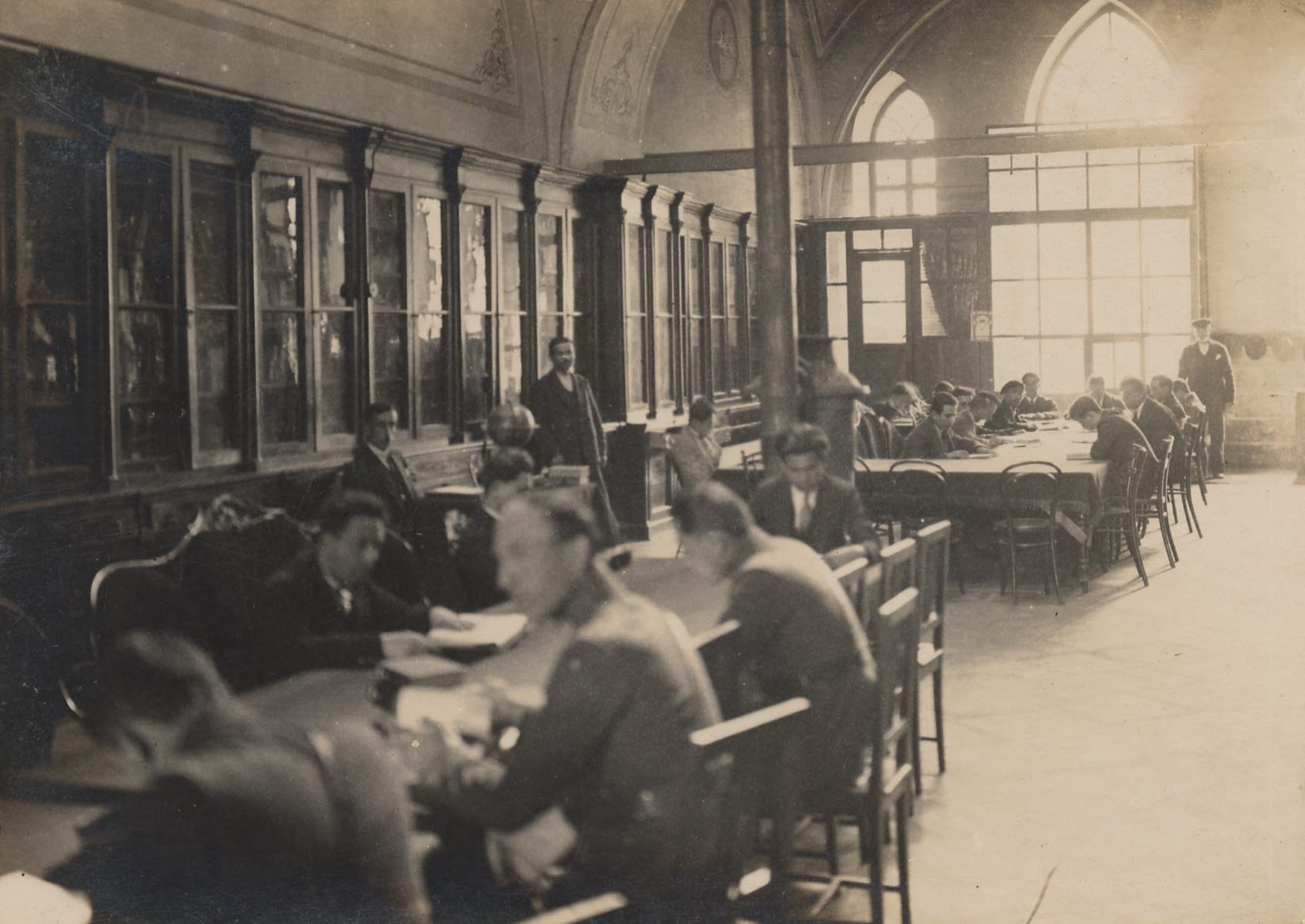
قاعة القراءة القديمة في مكتبة بايزيد الحكومية

في 24 يونيو 1884، قام السلطان عبد الحميد الثاني بتحويل مطبخ الحساء في مسجد بايزيد إلى مكتبة عامة، والتي كانت تسمى في الأصل كتبخانه عمومى عثمانى. عمل السلطان مع نجار لتصميم خزائن الكتب الخشبية الداكنة الشاهقة للمكتبة بنفسه.
في عام 1934، أمر مصطفى كمال أتاتورك بحفظ نسخة من جميع المواد المنشورة في مكتبة بايزيد الحكومية. ولضمان ذلك، تم توسيع المبنى مرتين عام 1948 وعام 1953. كما تم توسيع مرافقه، وتم التبرع بمبنى كلية طب الأسنان بجامعة إسطنبول (الذي بُني بين عامي 1867 و1876) للمكتبة، وكان مظفر غوكمان مديرًا لها.
في عام 1961 قام المجلس السابع للتعليم العالي بتغيير اسمه رسميًا إلى مكتبة بايزيد الحكومية.
نُقلت محتويات المكتبة من مكتبات أخرى، أو تم شراؤها أو التبرع بها. تبرع مسجد بايزيد ببعض الكتب، حيث كانت المكتبة في الأصل جزءًا من مجمع المسجد. وتُعتبر مكتبة رائدة، إذ قدّمت أول ورش تجليد ومكتبة للأطفال على الإطلاق، بالإضافة إلى أول نظام فهرسة مكتبات حديث في تركيا.  وتحمل المكتبة رقمًا قياسيًا في أرشفة 1.2 مليون كتاب منذ افتتاحها. 

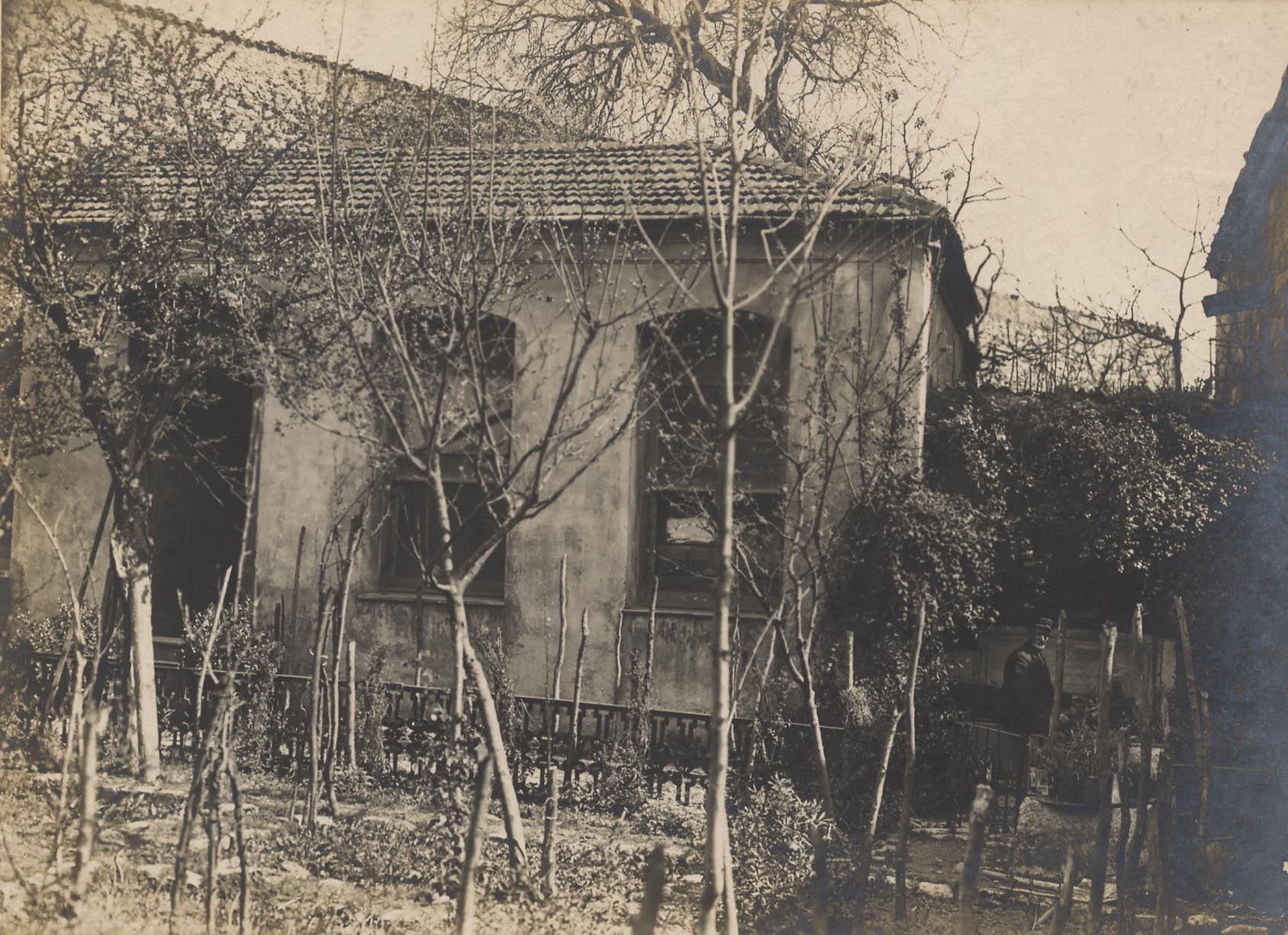
المبنى القديم لمكتبة بايزيد الحكومية

خلّف زلزال أزميد عام 1999 شقوقًا في الجدران، مما استدعى إصلاحها، فكلفّت الحكومة التركية شركة تابانلي أوغلو للهندسة المعمارية بإعادة بنائه عام 2016. بلغت تكلفة المشروع مليوني دولار أمريكي، بتبرعات من مؤسسة أيدين دوغان. في عام 2020، أوردت صحيفة ذا ديلي بيست مكتبة بايزيد الحكومية المُرمّمة في مقالتها "أجمل مكتبات العالم".

## المحتويات
عند تأسيسها، اقتنت المكتبة منشوراتٍ من 500 مكتبة مختلفة، بما في ذلك المكتبات الخاصة لموظفي الدولة، ومسؤولي القصر، ومعلمي المدارس، والمساجد. كما تضم المكتبة مخطوطةً قرآنيةً قديمةً مكتوبةً على ورقٍ ذهبي، وكتابًا في اللغة والنحو العربي بعنوان " كتاب المسور" الذي كُتب عام 893 ميلاديًا. ومن بين العناوين الأخرى "تاريخ جزر الهند الغربية" الذي كُتب عام 1580، و "كتاب إقليم جديد" (تاريخ الهند الغربية) عن الأمريكتين.
اعتبارًا من عام 2020، قامت المكتبة برقمنة حوالي 50000 مجلد  –  13000 كتاب مكتوب بخط اليد و37000 مادة مطبوعة.

### الكتب الصوتية
باعتبارها أول مكتبة وطنية في تركيا، تستخدم مكتبة بايزيد الحكومية التقنيات الحديثة لإتاحة المنشورات للطلاب والباحثين على مدار الساعة. كما أصبحت أول مكتبة في البلاد تُنتج كتبًا صوتية للأشخاص ذوي الإعاقة البصرية . في عام 2020، قُدّر عدد الأشخاص ذوي الإعاقة البصرية الذين يستخدمون هذه الكتب الصوتية بـ 500 شخص.

## الجوائز والأوسمة
تم ترشيح مكتبة بايزيد الحكومية لجائزة الاتحاد الأوروبي للهندسة المعمارية المعاصرة - جائزة ميس فان دير روه في عام 2017.  كما تم ترشيحها لجائزة آغا خان للهندسة المعمارية في عام 2019 لإعادة تصميم مبنى تاريخي من قبل شركة تابانلي أوغلو للمهندسين المعماريين . 
رشح المعهد الملكي للمهندسين المعماريين البريطانيين (RIBA) مكتبة بايزيد الحكومية كمرشحة لجائزة "أفضل مبنى جديد لعام 2017" في المنافسة مع 61 مشروعًا آخر.  في عام 2016، حصلت على جائزة مهرجان العمارة العالمي عن هيكلها المعماري. 
كما فاز بجائزة LEAF  –  مبنى الضيافة لهذا العام (المستقبل) في عام 2017  وجائزة MIPIM في نفس العام. 

## روابط خارجية
- وسائط متعلقة بـ مكتبة بايزيد الحكومية في كومنز.
- الموقع الرسمي
 للمكتبة.